# Odontelia
Odontelia là một chi bướm đêm thuộc họ Noctuidae.

## Các loài tiêu biểu
- Odontelia daphnadeparisae Kravchenko, Ronkay, Speidel, Mooser & Müller, 2007